# Henckelia shuii
Henckelia shuii là một loài thực vật có hoa trong họ Tai voi (Gesneriaceae). Loài này có ở Vân Nam (Trung Quốc); được Z.Yu.Li mô tả khoa học đầu tiên năm 1997 dưới danh pháp Chirita shuii. Năm 2011, D.J.Middleton & Mich.Möller chuyển nó sang chi Primulina.